# Paul E. Kahle
Paul Ernst Kahle (21 de enero de 1875, Hohenstein (actual Olsztynek), Polonia - 24 de septiembre de 1964, Düsseldorf) fue un orientalista y académico alemán.

## Biografía
Nació en Prusia Oriental, y estudió teología. Obtuvo su doctorado en 1898. Pastor luterano cursó estudios de Filología Semítica en El Cairo entre 1908 y 1918. En 1918 fue promovido a profesor titular en la Universidad de Giessen, sucediendo a Friedrich Schwally. En 1923 pasó a la Universidad de Bonn, donde desarrolló el plan de Estudios de Oriente.
Kahle emigró a Inglaterra, a la Universidad de Oxford en 1939, después de haber sido despedido de su puesto en la Universidad de Bonn, en parte por el hecho de tener un rabino polaco (Yechiel Yaakov Weinberg) como asistente. 
En Oxford, obtuvo dos doctorados más. Durante este período en Oxford sufrió la tragedia personal de la muerte prematura de su hijo Paul.
Kahle regresó a Alemania después de la guerra, donde prosiguió sus investigaciones como profesor emérito. Su renombre académico principal lo adquirió como editor de la Biblia hebrea.
Parte de su trabajo está publicado en el libro Lo que el Corán realmente dice, editado por Ibn Warraq.

## Obra
- The Cairo Geniza (Schweich Lectures, 1941), en inglés.
- "The Arabic Readers of the Koran". Journal of Near Easter Studies 8.2 (1949), pp. 65
- Bala'izah, Coptic Texts from Deir el-Bala'izah in Upper Egypt. Londres: Oxford University Press. 1954.
- "A Gypsy Woman of Egypt in the Thirteenth-Century AD". Journal of the Gypsy Lore Society 29: 11-15. 1959.